# Aurelio Bossi
Aurelio Bossi (Monticelli Pavese, 20 luglio 1884 – Bergamo, 21 ottobre 1948) è stato uno scultore italiano.

## Biografia
Aurelio Bossi fu uno scultore italiano distintosi per la sua abilità nel lavorare diversi materiali e per la sua presenza discreta ma significativa nel panorama artistico tra le due guerre mondiali. Nato il 20 luglio 1884 a Monticelli Pavese, iniziò la sua carriera artistica in giovane età come intagliatore e corniciaio, mestieri che gli fornirono le prime competenze tecniche e lo avviarono verso la scultura. La sua propensione artistica lo portò a trasferirsi da Pavia a Milano per studiare all'Accademia di Brera, dove continuò a lavorare il legno, materiale che gli permetteva di esprimere ogni asperità o espressività della superficie per i suoi soggetti ricchi di intensità. La sua versatilità lo portò a specializzarsi anche nella scultura in marmo e nella fusione in bronzo, applicando a questi la sua esperienza e manualità di artigiano. Le prime opere di Bossi sono caratterizzate da una solida sapienza compositiva che le rende ricche di equilibrio, purezza e semplicità. La sua personale alla Galleria Pesaro del 1920 fu un momento importante per la sua carriera, dove i suoi lavori in legno colpirono per la passione e perizia che traspariva da ogni tocco, intaglio o levigatura. L'olivo, l'ebano e il mogano erano materiali famigliari per lui, e dimostrò di essere un maestro nel trarre partito dalle varie fibre legnose e dalle asperità stesse del legno. Bossi non fu solo uno scultore di talento, ma anche un artista schivo e solitario, spesso al di fuori di qualsiasi corrente o movimento artistico. Nonostante ciò, il suo lavoro fu riconosciuto e apprezzato, come dimostrano le sue partecipazioni alle Biennali veneziane, alle mostre del Sindacato Fascista e alle Quadriennali di Roma. Le sue opere furono esposte in importanti gallerie e collezioni, tra cui la Pinacoteca di Brera e il Duomo di Milano, dove si trova la Statua del Cardinal Borromeo, e due busti adornano la facciata della cappella dell'Ospedale di Niguarda. Durante gli anni Venti e Trenta, Bossi raggiunse il culmine del suo successo, in un periodo in cui sembra assecondare l'austerità e la purezza materica della scultura del ritorno all'ordine. Tra le sue opere più note, si ricordano "La Preghiera", acquistata dal Re, "L'Eroica", "Il Serenello", e le sculture esposte alla Esposizione Nazionale d'Arte a Brera, come "Il paggio" e "Sfinge" in ebano, "Il pioniere" in gesso, "David" in ebano, "San Giorgio" in legno laccato e dorato, "Putto" e "San Francesco" in legno, e "Mammina" in marmo. La sua arte fu premiata con una medaglia d'oro alla Biennale di Milano del 1914 e un Premio Fumagalli. Nonostante il successo, Bossi mantenne una vita appartata, lontana dai riflettori, lavorando principalmente a Milano negli anni tra le due Guerre mondiali. La sua presenza fu costante alla Biennale di Venezia dal 1919 al 1939, testimoniando la stima che il mondo dell'arte aveva nei suoi confronti. Aurelio Bossi morì a Bergamo il 21 ottobre 1948, lasciando un'eredità artistica di grande valore. Le sue sculture, pur essendo prodotte in un periodo storico complesso e di grandi cambiamenti, hanno mantenuto una loro dignità e bellezza, testimoniando la maestria e la passione di un artista che ha saputo esprimere la sua visione attraverso la materia, sia essa legno, marmo o bronzo.